# غاري جاكوبسون
غاري جاكوبسون (بالإنجليزية: Gary Jacobson)‏ هو عالم سياسة أمريكي، ولد في 7 يوليو 1944.